# イギリス国旗の定理

赤い正方形の面積の和と青い正方形の面積の和は等しい。

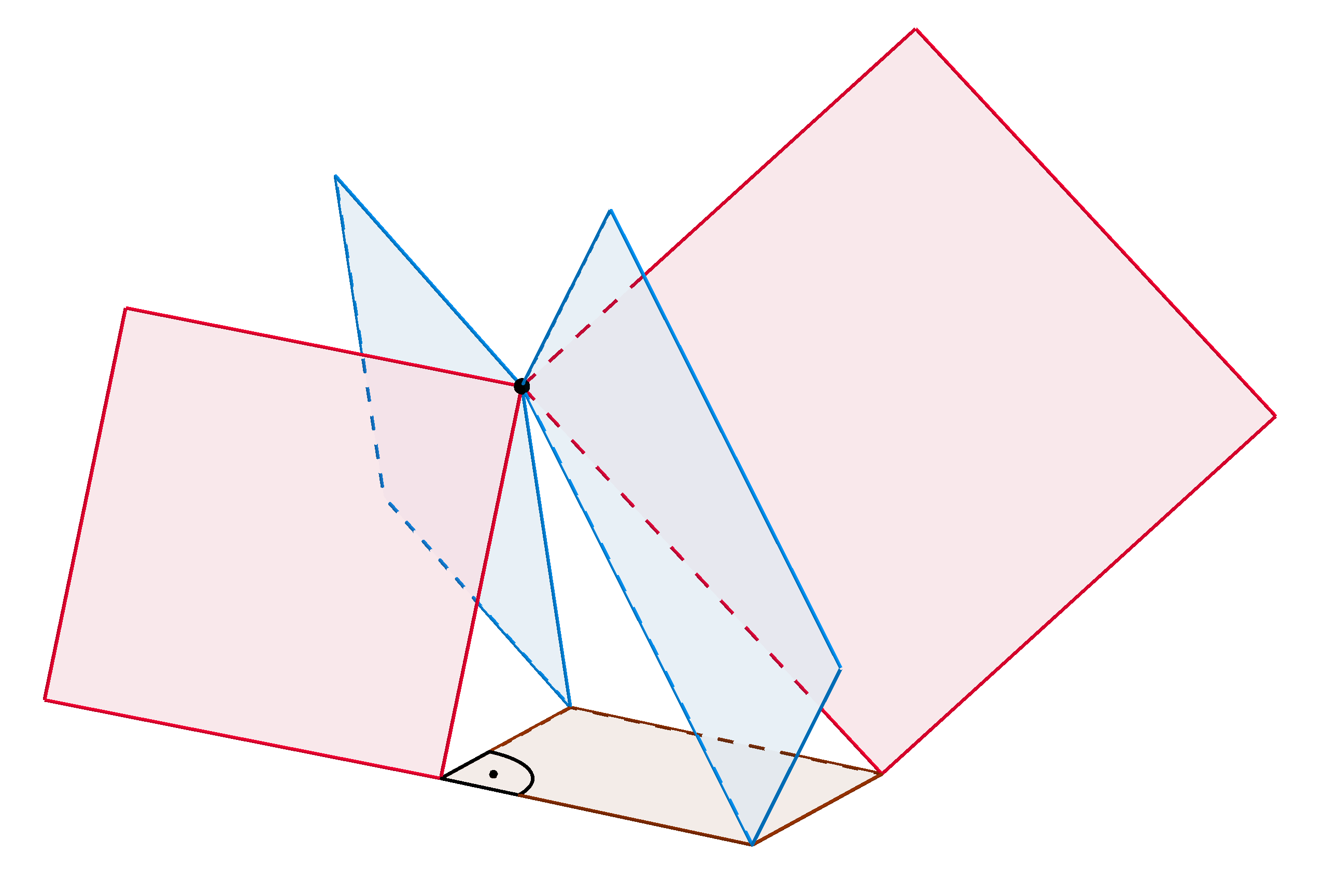
ユークリッド空間において、茶色の四角形が長方形であるとき、赤い正方形の面積の和と青い正方形の面積の和は等しい。

ユークリッド幾何学において、イギリス国旗の定理（英: British flag theorem）、は長方形ABCDと任意の点Pについて以下の等式が成り立つという定理である。{\displaystyle AP^{2}+CP^{2}=BP^{2}+DP^{2}.}イギリス国旗の定理はピタゴラスの定理の一般化と言うこともできる。Pを長方形のいずれかの点に重ねることによって、長方形の対角線の2乗が長方形の縦と横の2乗の和に等しくなり、これはピタゴラスの定理となる。

## 証明

証明に用いる図

Pを通る長方形ABCDの辺AB, BC, CD, ADに対する垂線の足をそれぞれW, X, Y ,Zとする。ここで四角形WXYZは直交対角線四角形である。したがってWP=AZであることに注意し、ピタゴラスの定理を用いると
{\displaystyle AP^{2}=AW^{2}+WP^{2}=AW^{2}+AZ^{2}}
が成り立つ。同様にして以下が成立する。
{\displaystyle PC^{2}=WB^{2}+ZD^{2},}
{\displaystyle BP^{2}=WB^{2}+AZ^{2},}
{\displaystyle PD^{2}=ZD^{2}+AW^{2}.}
したがって
{\displaystyle {\begin{aligned}AP^{2}+PC^{2}&=\left(AW^{2}+AZ^{2}\right)+\left(WB^{2}+ZD^{2}\right)\\[4pt]&=\left(WB^{2}+AZ^{2}\right)+\left(ZD^{2}+AW^{2}\right)\\[4pt]&=BP^{2}+PD^{2}\end{aligned}}}

## 一般化

### 等脚台形
イギリス国旗の定理は等脚台形に一般化することができる。{\displaystyle AB} ,{\displaystyle CD}が平行である等脚台形{\displaystyle ABCD}と任意の点{\displaystyle P}について以下が成り立つ。
{\displaystyle |AP|^{2}+{\frac {|AB|}{|CD|}}\cdot |PC|^{2}=|BP|^{2}+{\frac {|AB|}{|CD|}}\cdot |PD|^{2}}
四角形{\displaystyle ABCD}が長方形の場合、 {\displaystyle {\tfrac {|AB|}{|CD|}}} が1となるので元の定理を得る。

### 平行四辺形
任意の点Pから平行四辺形の2組の対角までの距離の2乗和について、2つの和の差は平行四辺形の形状にのみ依存し、Pの位置に依らないことが知られている。

### 空間
この定理は埋め込みによりユークリッド空間にも拡張することができる 。

## 由来

イギリスの国旗

証明の項の図の様に、Pから長方形の各辺へ垂線を下した時にできる図形がユニオンフラッグ に似ていることから名づけられた。

## より詳しい読み物
- Nguyen Minh Ha, Dao Thanh Oai:  An interesting application of the British flag theorem. Global Journal of Advanced Research on Classical and Modern Geometries, Volume 4 (2015), issue 1, pp. 31–34.
- Martin Gardner, Dana S. Richards (ed.): The Colossal Book of Short Puzzles and Problems. W. W. Norton, 2006, ISBN 978-0-393-06114-7, pp. 147, 159 (problem 6.16)